# 第二次定海之战

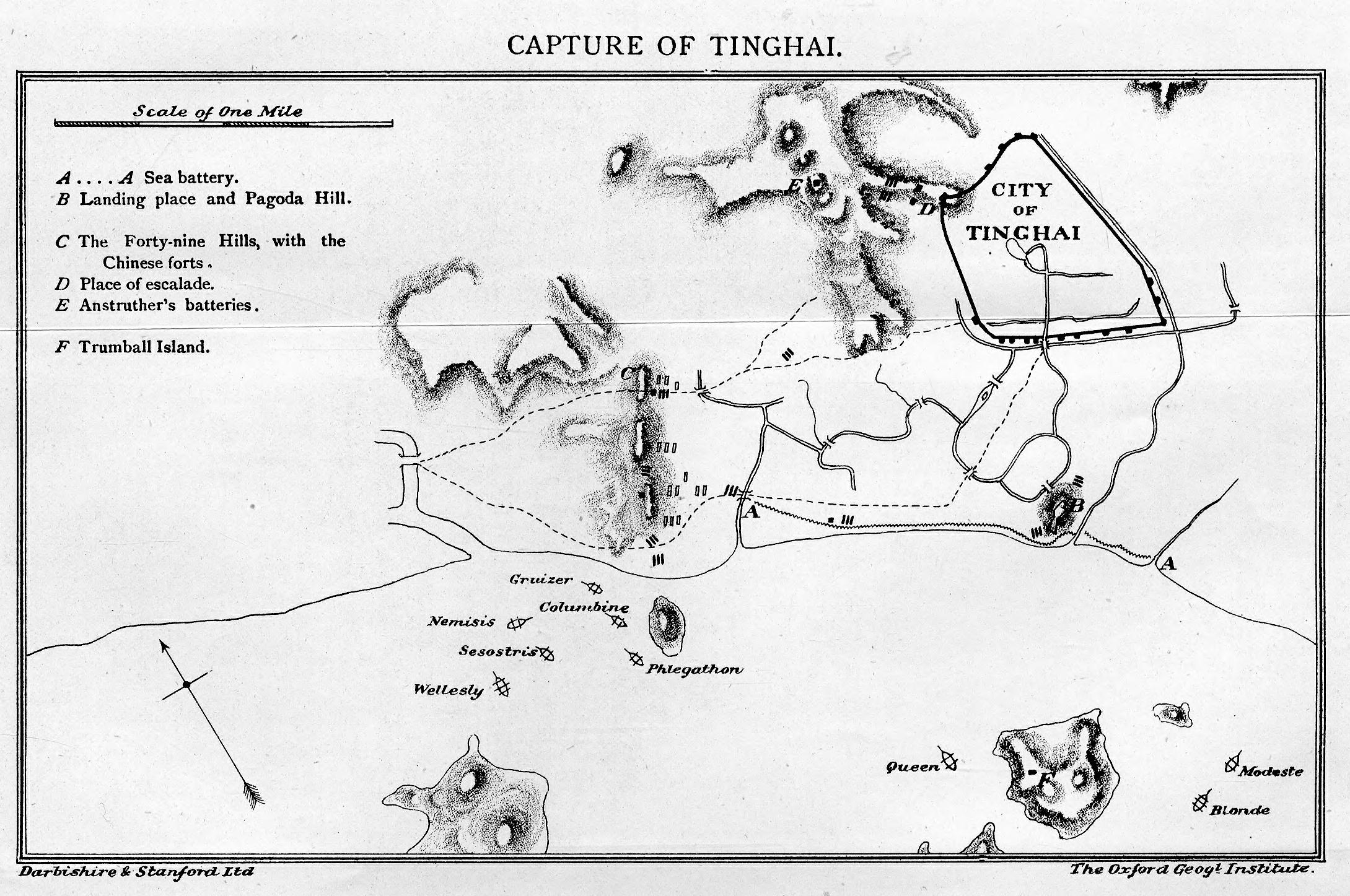
定海之戰形勢圖

第二次定海之战，發生於1841年9月26日。是英国扩大第一次鸦片战争阶段，英国东方远征军第二次北上舟山群岛与清軍发生的一场激烈的战斗。最终这起战事最终以清军失利告终，总兵王锡朋、郑国鸿、葛云飞等先后在战斗中先后阵亡。